# Marek Turek
Marek Turek (ur. 15 lutego 1970 w Zabrzu) – polski twórca komiksów undergroundowych. Publikował swoje prace w m.in.: AQQ, Komiks Forum, KKK, Czas Komiksu, Krakers, Katastrofa, Ziniol, KGB, Zeszyty Komiksowe. Tworzył także komiks „Orlęta” dla wydawnictwa IPN.

## Twórczość
Marek Turek jest też autorem artykułów, dotyczących komiksów, publikowanych np. w „Zeszytach Komiksowych” (np. Między podajnikiem papieru a wałkiem tonera – o antybohaterach w komiksach undergroundowych – w numerze 1.; W poszukiwaniu utraconej normalności – o polskim komiksie obyczajowym – w numerze 2.; Baby, babcie, babuleńki. Panie w podeszłym wieku w polskich komiksach w numerze 3.). W latach 2018–2020 opublikował w odcinkach w piśmie Fenix Antologia cykl komiksów s-f Archiwum ekspansji.

### Fastnachtspiel
Najbardziej znanym jego dziełem jest czteroczęściowy zbiór powiązanych ze sobą opowiadań Fastnachtspiel, których akcja rozgrywa się w niezwykłym mieście stworzonym po końcu świata. Dzieło to cechuje ekspresjonistyczna czarno-biała grafika, celowo zniekształcone postacie, jak i elementy postaci oraz senna fabuła w stylu dzieł Franza Kafki czy Borisa Viana.
Na całość cyklu składają się cztery tomy:
1. Koniec początku
2. Zadziwiający Pan Burmistrz
3. Bezsensowny Styks
4. Infinitum